# 事後檢查文件
專案事後剖析（project post-mortem）也稱為專案驗屍或專案事後驗屍，是專案管理用言，是識別專案失敗（或是重大營運中斷）原因的程序。專案事後剖析和回顧會議不同，後者會回顧專案中正面及負面的事務。所產生的文件即為事後檢查文件（Postmortem documentation）
在專案管理知識體系指南（PMBOK）中將此程序稱為「lessons learned」（經驗傳承）。專案事後剖析的目的是為了提供流程改進的資訊，減少未來的風險，也可以促進迭代的最佳實務。在有效风险管理中，專案事後剖析是重要的一部份，有專案事後剖析才會達到有效的风险管理。

## 專案事後剖析的元素
專案事後剖析可以包括量化的資訊以及非量化的資訊。量化資訊包括專案實際工時和預期工時之間的差距，非量化資訊包括利益相關者的滿意程度、終端客戶的滿意程度，潛在的復用性以及最終交付物的感知品質。

## 時間追蹤的角色
專案預估差異的分析要成功，和準確的時間追蹤有關。時間追蹤的粒度越細，在專案預估差異時越可以分析到細部的資訊。

## 外部連結
- Nine steps to IT post-mortem excellence （页面存档备份，存于） – article on ZD Net
- A Defined Process For Project Postmortem Review – article on ACM Digital Library